# Zabivaka

Zabivaka, linh vật

Chú sói Zabivaka (tiếng Nga: Забива́ка) là linh vật chính thức của giải vô địch bóng đá thế giới 2018, được tổ chức tại Nga. Linh vật đã được công bố vào ngày 21 tháng 10 năm 2016. Chú mặc áo thun len màu trắng, hai bên cánh tay màu xanh dương với dòng chữ "RUSSIA 2018" với kính thể thao màu da cam. Sự kết hợp giữa áo phông và quần soóc màu trắng, màu xanh dương và màu đỏ là những màu sắc quốc gia của đội tuyển Nga.
Nhà thiết kế là sinh viên Ekaterina Bocharova, và linh vật đã được lựa chọn bằng cách bỏ phiếu trên Internet.

## Cuộc bầu cử
Kết quả bầu cử đã được công bố vào ngày 22 tháng 10 năm 2016, trong Evening Urgant trên kênh truyền hình Nga Số 1. Sói, tên là Zabivaka, chiếm 53% số phiếu bầu, vượt qua Hổ (27%). Mèo, với 20% số phiếu bầu, là thứ ba. Hơn một triệu người đã tham gia biểu quyết, đã diễn ra trong tháng 9 năm 2016 trên nền tảng FIFA, cũng như trong chương trình phát sóng trực tiếp trên kênh Số 1, nơi kết quả của cuộc thi sáng tạo đã được công bố.